# 迪尔米尼亚
迪尔米尼亚（法語：Durmignat，法語發音：[dyʁmiɲa]）是法国多姆山省的一个市镇，属于里永区。

## 地理
迪尔米尼亚（46°11'11"N, 2°53'21"E）面积12.36 平方千米，位于法国奥弗涅-罗讷-阿尔卑斯大区多姆山省，该省份为法国中南部省份，北起阿列省接壤，东临卢瓦尔省，南至上盧瓦爾省和康塔爾省，西接科雷兹省和克勒兹省。
与迪尔米尼亚接壤的市镇（或旧市镇、城区）包括：埃沙西耶尔、比克西耶尔-苏蒙泰居、拉佩鲁斯、穆勒耶、圣埃卢瓦莱米讷。

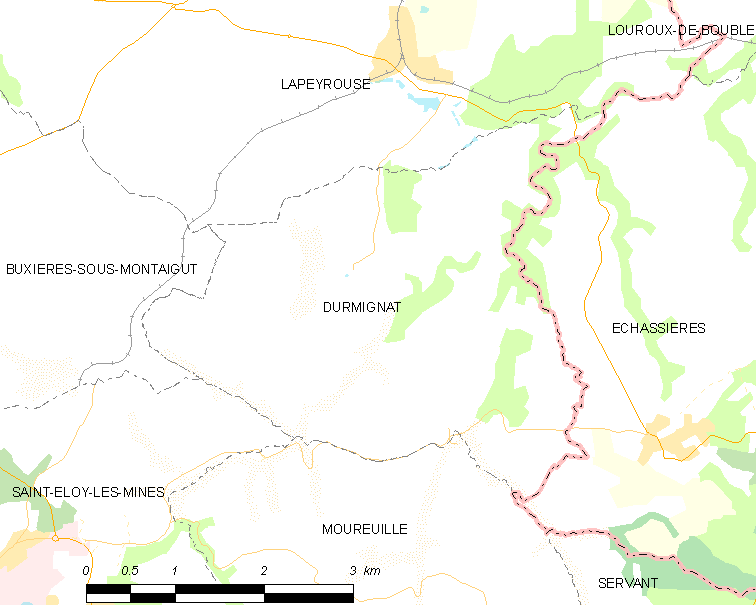
迪尔米尼亚的OSM定位图

迪尔米尼亚的时区为UTC+01:00、UTC+02:00（夏令时）。

## 行政
迪尔米尼亚的邮政编码为63700，INSEE市镇编码为63140。

## 政治
迪尔米尼亚所属的省级选区为圣埃卢瓦莱米讷县。

## 人口

1962-2008年间迪尔米尼亚人口变化图示

迪尔米尼亚于2022年1月1日时的人口数量为214人。